# Landweer De Wolfsgraaf
Landweer De Wolfsgraaf was een landweer bij Swalmen in de gemeente Roermond in de Nederlandse provincie Limburg. De landweer bestond uit minstens vier delen en lag ten noordoosten, oosten en zuiden van de stad Roermond. Wallen over hogere gronden vormden tezamen met tussenliggende moerasgebieden een verdedigingswerk rond de heerlijkheid Swalmen.
De Wallen zijn rond 1450 aangelegd en waren met doornstruiken was begroeid. Ze hadden tot doel Swalmen tegen rondtrekkende bendes van bandieten en soldaten te beschermen. Bepaalde delen zijn nog te herkennen in het landschap, onder andere in het Groenewoud. Daar is de landweer zowel aan de noordzijde als aan zuidzijde van de beek de Swalm nog aanwezig. Er is goed te zien dat het verdedigingswerk bestaat uit een wal met aan beide zijden een greppel.
In de landweer waren op bepaalde plaatsen doorgangen aangebracht die in tijden van gevaar door een burgerwacht werden bewaakt. Een van die doorgangen lag te Groenewoud waar een veedrift de landweer kruiste.

## Afbeeldingen
|  |  |  |

## Secties
- Noordzijde Swalm: 51° 14′ 1″ NB, 6° 3′ 41″ OL
- Zuidzijde Swalm: 51° 13′ 51″ NB, 6° 3′ 59″ OL